# Rhantus latus
Rhantus latus är en skalbaggsart som först beskrevs av Leon Fairmaire 1869.  Rhantus latus ingår i släktet Rhantus och familjen dykare. Inga underarter finns listade i Catalogue of Life.